# Johannes Reuchlin
Johannes Reuchlin (Pforzheim, 1455. február 22. – Bad Liebenzell, 1522. június 30.) német filozófus, a német humanizmus egyik legtekintélyesebb alakja. Az első német nem zsidó hebraista, aki elsajátította a héber nyelvet.

## Életútja
A városi iskola tanulója és a bádeni őrgróf udvari énekese volt. Rövid ideig Freiburg egyetemére járt, később az őrgróf fiával Párizsba ment, ahol együtt tanulták a klasszikus nyelveket, majd nyelvészeti tanulmányait Bázelben végezte. 1478-ban Franciaországban: Orléans-ban és Poitiers-ben jogi tanult. 1481-ben a württenbergi Eberhard gróf egyik tanácsosa lett, akivel több utazást tett Németországban és Itáliában, később egyedül is járt Itáliában. Stuttgartba visszatérve a Domonkos-rend németországi ügyésze lett, diplomáciai megbízásokat is teljesített. III. Frigyes császár nemességet adományozott neki. Urának halála után, 1496-ban Heidelbergbe és 1519-ben Ingolstadtba ment, ahol az egyetemen görög és héber nyelvet tanított. A pestis elől 1521-ben Tübingenbe költözött, ahol szintén egyetemi tanárként működött.

## Munkássága
A német humanizmus egyik legtekintélyesebb alakja. Rendkívüli nyelvismeretei, az ókori irodalmakban való alapos tájékozottsága, sokoldalú általános műveltsége és férfias jelleme a humanisták egyik vezérévé tették. Tankönyvei közül a Vocabularius breviloquus (1475) című latin szótára, görög nyelvtana (Micropaedia, 1478) és görög beszélgetései (Colloquia graeca, 1489) igen népszerűek lettek és az ókori tanulmányok elterjedésére nagy hatást gyakoroltak. Az ógörög nyelv kiejtésében a modern görög kiejtést (itacizmus) vette alapul; ellenfele e téren Rotterdami Erasmus volt. Elegáns latinsággal írt két vígjátéka is sikert aratott: Sergius, sive capitis caput (1496) és különösen Scenica progymnasmata sive Henno (1497). Utóbbi a Pathelin mester (Maître Pathelin) című francia bohózaton alapul; ezt később átdolgozták német írók is, pl. Hans Sachs (1531).
A reformáció szempontjából is korszakos jelentőségű Johannes Reuchlin munkássága a héber nyelv terén, melynek első nyelvtanait ő írta: Rudimenta hebraica (1506) és De accentibus et orthographia linguae hebraicae (1518), valamint ő adta ki német földön az első héber szöveget (hét zsoltárt, 1512). Ide tartoznak: De verbo mirifico (1494) és De arte cabbalistica (1494) című könyvei is, melyekben a kabbalát keresztény célzattal fejtegette, természetesen sikertelenül.
Héber tanulmányai révén keveredett vitába a kölni humanizmusellenes párttal. Johannes Pfefferkorn kikeresztelkedett zsidó egyháztudós ugyanis az összes héber könyvek (a Biblián kívül) elégetését követelte. Reuchlin a császár megbízásából írt emlékiratában erélyesen föllépett a korlátoltságból és gyűlöletből származott javaslat ellen, és amikor Pfefferkorn azzal vádolta, hogy a zsidók megvesztegették, Reuchlin Augenspiegel (1511) című könyvében élesen vágott vissza. Erre a kölni teológiai fakultás megvádolta eretnekséggel, ám 1514-ben a Georg von der Pfalz speyeri püspök a pápa nevében fölmentette őt. 
1520-ban maga a pápa mégis elítélte, de Miksa császár pártfogása miatt az ítéletnek nem lett foganatja. A német tudósok pedig lelkesedéssel álltak a bátor humanista mellé és megsemmisítő szatírában állították a kölnieket pellengérre (Epistolae obscurorum virorum, 1515). Reuchlin a hozzá intézett egyetértő leveleket Clarorum virorum epistolae címen jelentette meg. A pápa főként azért ítélte el, mert a reformáció hívének tartotta, holott Reuchlin a hitújítással szemben tartózkodó állást foglalt el: a hit kérdései nemigen érdekelték. A reformáció köré felsorakozott barátai viszont élete vége felé emiatt elidegenedtek tőle. Erasmus rendkívül magasztaló munkában emlékezett meg róla (De incomparabili herve Joanne Reuchlius, 1522).